# 野野市市
野野市市（日语：／ Nonoichi shi */?）是位於日本石川縣中部金澤平原的行政區劃。
由於緊鄰金澤市而成為其外圍的通勤城市，有超過三成的居民前往金澤市工作或就學，也因為人口密度較高，吸引了大量賣場、量販企業進駐。

## 人口
| 野野市市人口分布圖 |                                                 |  |
| 野野市市與日本全國年齡別人口分布比較圖 （2005年資料） | 野野市市的年齡、男女別人口分布圖 （2005年資料） |  |
| ■紫色是野野市市 ■綠色是全国 | ■藍色是男性 ■紅色是女性                         |  |
| 野野市市人口變化 \| 1970年 \| 13,598人 \| \| \| 1975年 \| 23,757人 \| \| \| 1980年 \| 31,817人 \| \| \| 1985年 \| 36,080人 \| \| \| 1990年 \| 39,769人 \| \| \| 1995年 \| 42,945人 \| \| \| 2000年 \| 45,581人 \| \| \| 2005年 \| 47,977人 \| \| \| 2010年 \| 51,885人 \| \| \| 2015年 \| 55,099人 \| \| \| 2020年 \| 57,238人 \| \|> |                                                 |  |
| 資料來源：日本總務省統計中心提供之人口普查數據 |                                                 |  |
| 1970年 | 13,598人                                        |  |
| 1975年 | 23,757人                                        |  |
| 1980年 | 31,817人                                        |  |
| 1985年 | 36,080人                                        |  |
| 1990年 | 39,769人                                        |  |
| 1995年 | 42,945人                                        |  |
| 2000年 | 45,581人                                        |  |
| 2005年 | 47,977人                                        |  |
| 2010年 | 51,885人                                        |  |
| 2015年 | 55,099人                                        |  |
| 2020年 | 57,238人                                        |  |

## 歷史
現在的野野市市轄區過去在令制國時代最初屬於越前國加賀郡，9世紀後被劃入新設立的加賀國，接著被劃入新設立的石川郡，現在的南部區域屬於拝師鄉，東北部屬於富樫鄉。
過去曾在15世紀擔任加賀國守護的富樫氏即長期以此為據點，並在此建有居館，直到16世紀因加賀一向一揆滅亡，加賀國的政治中心才由此地轉往北側的金澤；而後織田信長消滅加賀一向一揆後，成為織田信長的勢力範圍，並一度成為織田信長與上杉謙信之間手取川之戰的戰場。
17世紀江戶時代後成為加賀藩前田氏的領地，1871年實施廢藩置縣後改隸屬金澤縣，金澤縣又在隔年更名為石川縣。
1889年日本實施町村制，設立了野野市村，不過現在的野野市市轄區在當時還包括押野村、富奧村、鄉村另外三個行政區劃；野野市村先在1924年升格改制為野野市町，1955年與富奧村合併後，又先後在1956年、1957年將原屬鄉村和押野村的部分區域併入，組成現今的轄區。
2010年的國勢調查，正式確認野野市町的人口突破五萬人，因此野野市町在2011年升格改制為野野市市。
15世紀一度成為加賀國守護的富樫氏滅亡後，其後裔後來先後跟隨佐久間盛政、前田利常，押野後藤家，負責管理本地押野村直到19世紀，其子孫在20世紀初也曾多次成為押野村村長。

### 變遷表
| 1889年4月1日 | 1889年 - 1912年 | 1912年 - 1944年             | 1945年 - 1954年             | 1955年 - 1989年             | 1955年 - 1989年             | 1989年 - 現在                 | 現在                          |
| ------------ | --------------- | --------------------------- | --------------------------- | --------------------------- | --------------------------- | ----------------------------- | ----------------------------- |
| 押野村       | 押野村          | 押野村                      | 押野村                      | 1956年1月1日 併入金澤市     | 金澤市                      | 金澤市                        | 金澤市                        |
| 押野村       | 押野村          | 押野村                      | 押野村                      | 1956年1月1日 併入金澤市     | 1957年4月10日 併入野野市町  | 2011年11月11日 改制為野野市市 | 2011年11月11日 改制為野野市市 |
| 野野市村     | 野野市村        | 1924年7月1日 改制為野野市町 | 1924年7月1日 改制為野野市町 | 1955年4月1日 合併為野野市町 | 野野市町                    | 2011年11月11日 改制為野野市市 | 2011年11月11日 改制為野野市市 |
| 富奧村       |                 |                             |                             | 1955年4月1日 合併為野野市町 | 野野市町                    | 2011年11月11日 改制為野野市市 | 2011年11月11日 改制為野野市市 |
| 鄉村         | 鄉村            | 鄉村                        | 鄉村                        | 1956年9月30日 併入野野市町  | 野野市町                    | 2011年11月11日 改制為野野市市 | 2011年11月11日 改制為野野市市 |
| 鄉村         | 鄉村            | 鄉村                        | 鄉村                        | 1956年9月30日 併入松任町    | 1970年10月10日 改制為松任市 | 2005年2月1日 合併為白山市     | 2005年2月1日 合併為白山市     |

## 行政

### 歷任首長
| 屆           | 任           | 姓名         | 上任日期       | 卸任日期       | 備註                   |
| 野野市町町長 | 野野市町町長 | 野野市町町長 | 野野市町町長   | 野野市町町長   | 野野市町町長           |
| ------------ | ------------ | ------------ | -------------- | -------------- | ---------------------- |
| 1            | 1            | 兵地榮一     | 1955年5月1日   | 1959年1月2日   | 於任內過世             |
| 2            | 2            | 中島榮治     | 1959年2月17日  | 1963年2月16日  |                        |
| 3            | 2            | 中島榮治     | 1963年2月17日  | 1967年2月16日  |                        |
| 4            | 2            | 中島榮治     | 1967年2月17日  | 1971年2月16日  |                        |
| 5            | 2            | 中島榮治     | 1971年2月17日  | 1975年2月16日  |                        |
| 6            | 3            | 黑保衛       | 1975年2月17日  | 1979年2月16日  | 於選舉中擊敗原町長當選 |
| 7            | 4            | 德野與四男   | 1979年2月17日  | 1979年4月28日  | 辭職                   |
| 8            | 5            | 西尾修       | 1979年6月10日  | 1983年6月9日   |                        |
| 9            | 5            | 西尾修       | 1983年6月10日  | 1987年6月9日   |                        |
| 10           | 5            | 西尾修       | 1987年6月10日  | 1991年6月9日   |                        |
| 11           | 5            | 西尾修       | 1991年6月10日  | 1995年6月9日   |                        |
| 12           | 6            | 安田彥三     | 1995年6月10日  | 1999年6月9日   |                        |
| 13           | 6            | 安田彥三     | 1999年6月10日  | 2003年6月9日   |                        |
| 14           | 6            | 安田彥三     | 2003年6月10日  | 2007年6月9日   |                        |
| 15           | 7            | 粟貴章       | 2007年6月10日  | 2011年6月9日   |                        |
| 16           | 7            | 粟貴章       | 2011年6月10日  | 2011年11月10日 | 野野市町升格為野野市市 |
| 野野市市市長 |              |              |                |                |                        |
| 1            | 1            | 粟貴章       | 2011年11月11日 | 2015年6月9日   | 繼續完成原町長任期     |
| 2            | 1            | 粟貴章       | 2015年6月10日  | 2019年6月9日   |                        |
| 3            | 1            | 粟貴章       | 2019年6月10日  | 2023年6月9日   |                        |
| 4            | 1            | 粟貴章       | 2023年6月10日  | 現任           |                        |
| 參考資料：   |              |              |                |                |                        |

## 交通

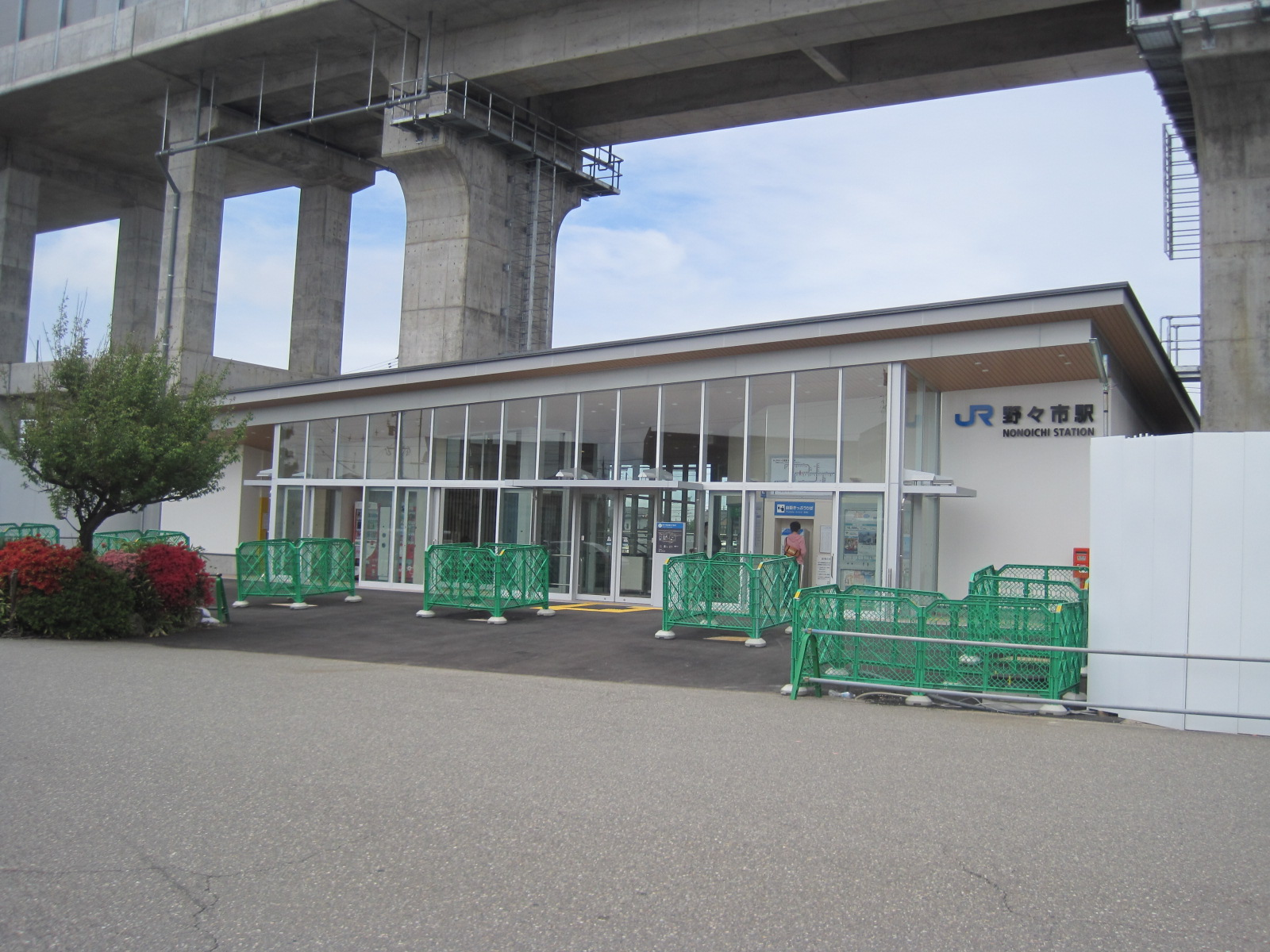
IR野野市站

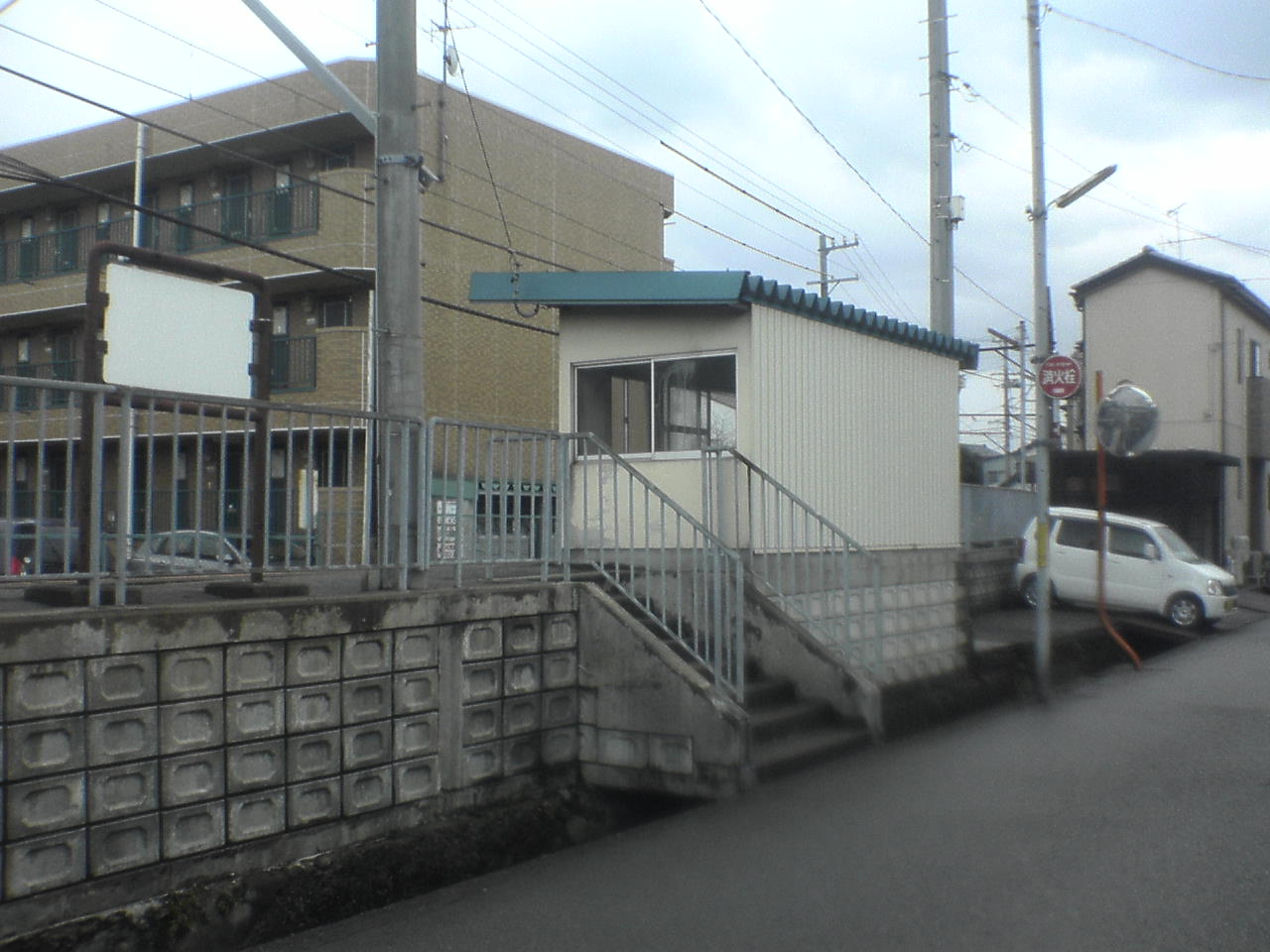
北陸鐵道野野市站

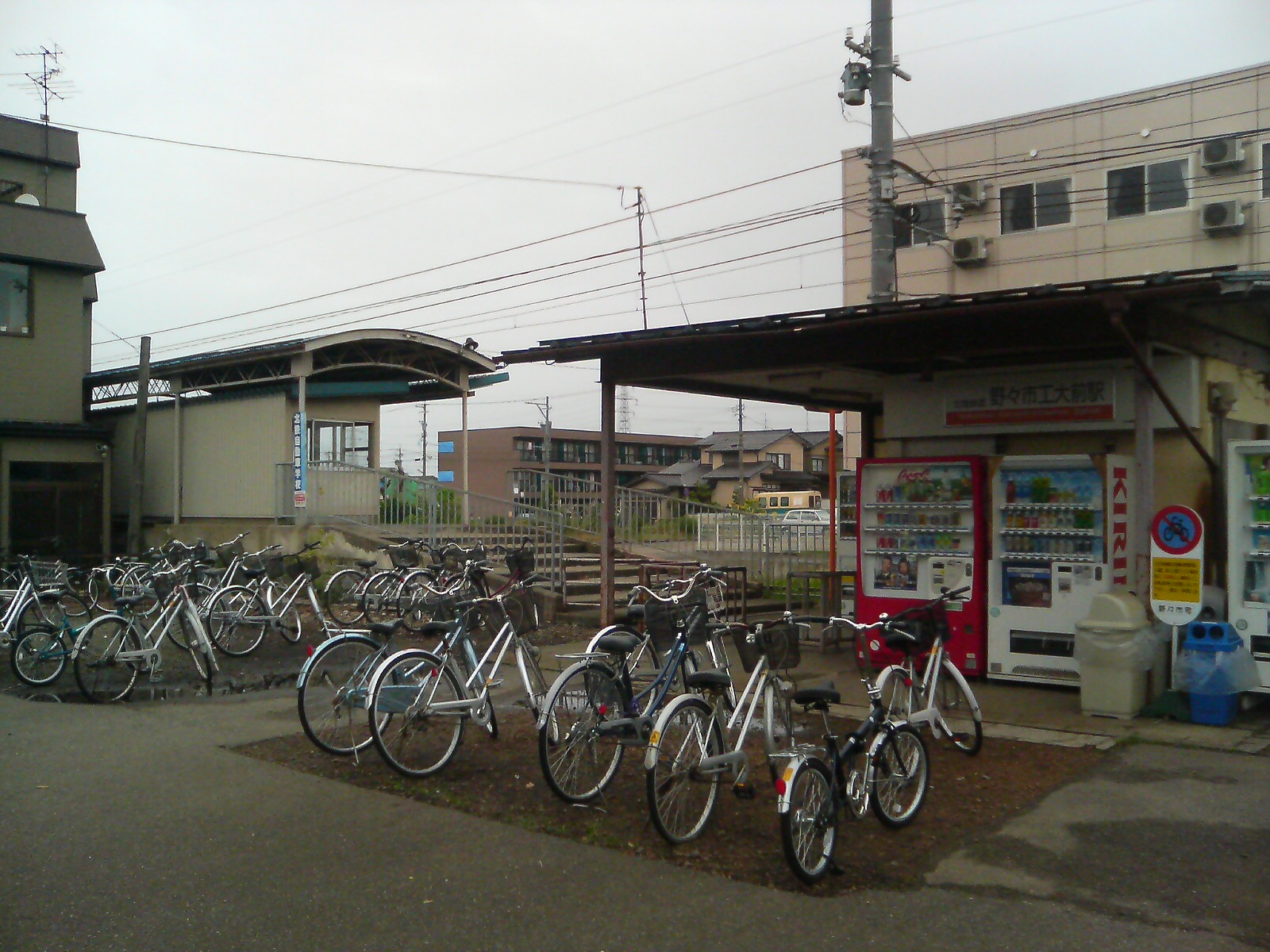
野野市工大前站

日本在日本海側的主要交通幹線鐵路IR石川鐵道線及公路國道8號都自轄內西北部通過，IR石川鐵道線上的野野市站也是市內最主要的聯外鐵路車站；不過在轄區東北部同時也以一個屬於北陸鐵道石川線的野野市站，但兩個野野市站之間的距離超過兩公里，並無法直接轉乘。
過去還曾有北陸鐵道的松金線以東西向通過轄內北部，在東端妤野野市車站與石川線交會，往西可接往位於現在白山市內的松任車站，不過此條鐵路已經在1955年停止營運。
雖然高速公路北陸自動車道未通過野野市市區，不過經由國道8號往北進入金澤市約1公里即可抵達金澤西交流道接入高速公路。
轄內的市區公車則由北陸鐵道集團旗下的客運部門，包括子公司北鐵金澤巴士、加賀白山巴士一同經營；同時市政府也有委託滋賀交通經營社區巴士「notty」，現也是石川縣內少數不是委託北陸鐵道集團經營的社區巴士。

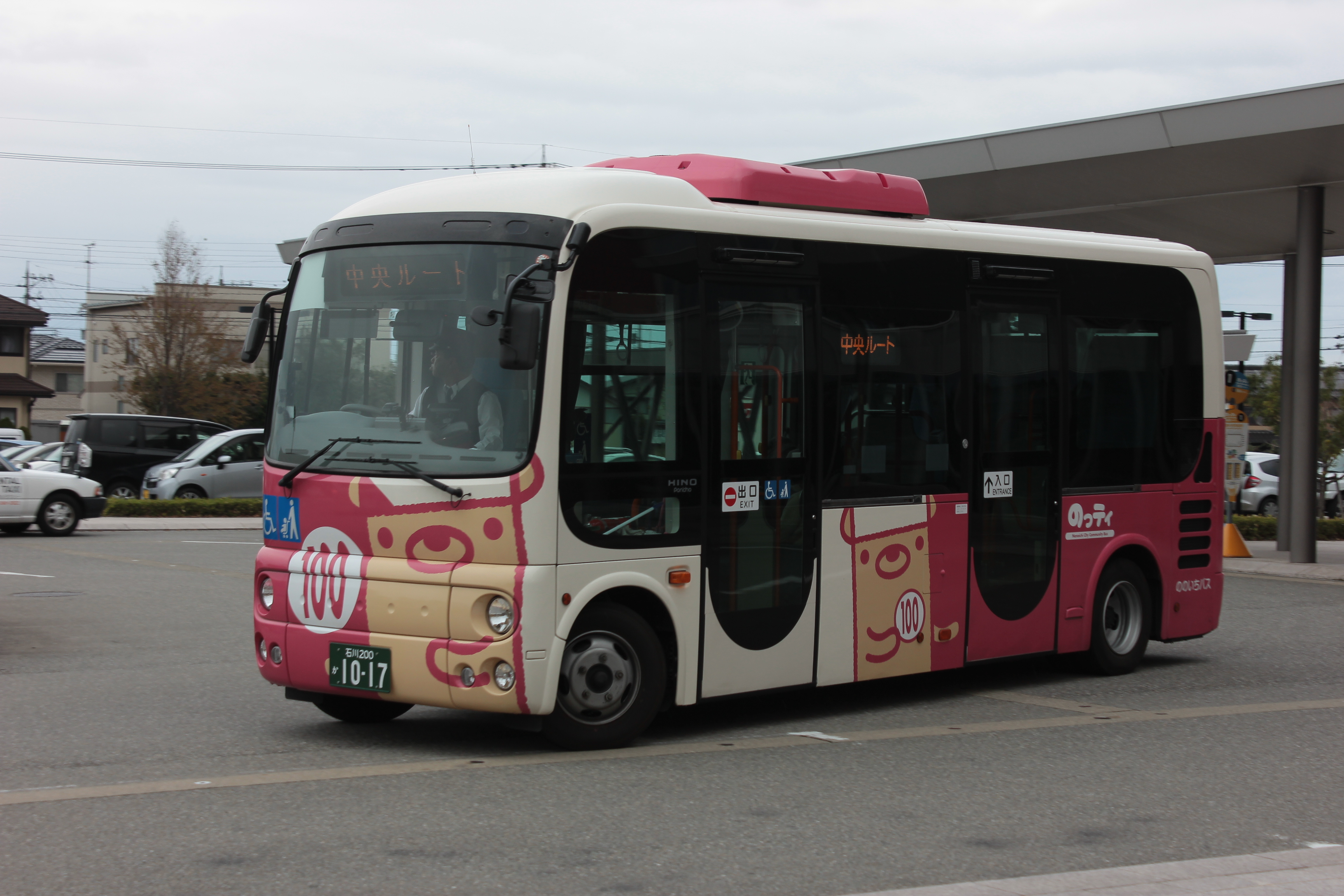
野野市市的社區巴士notty
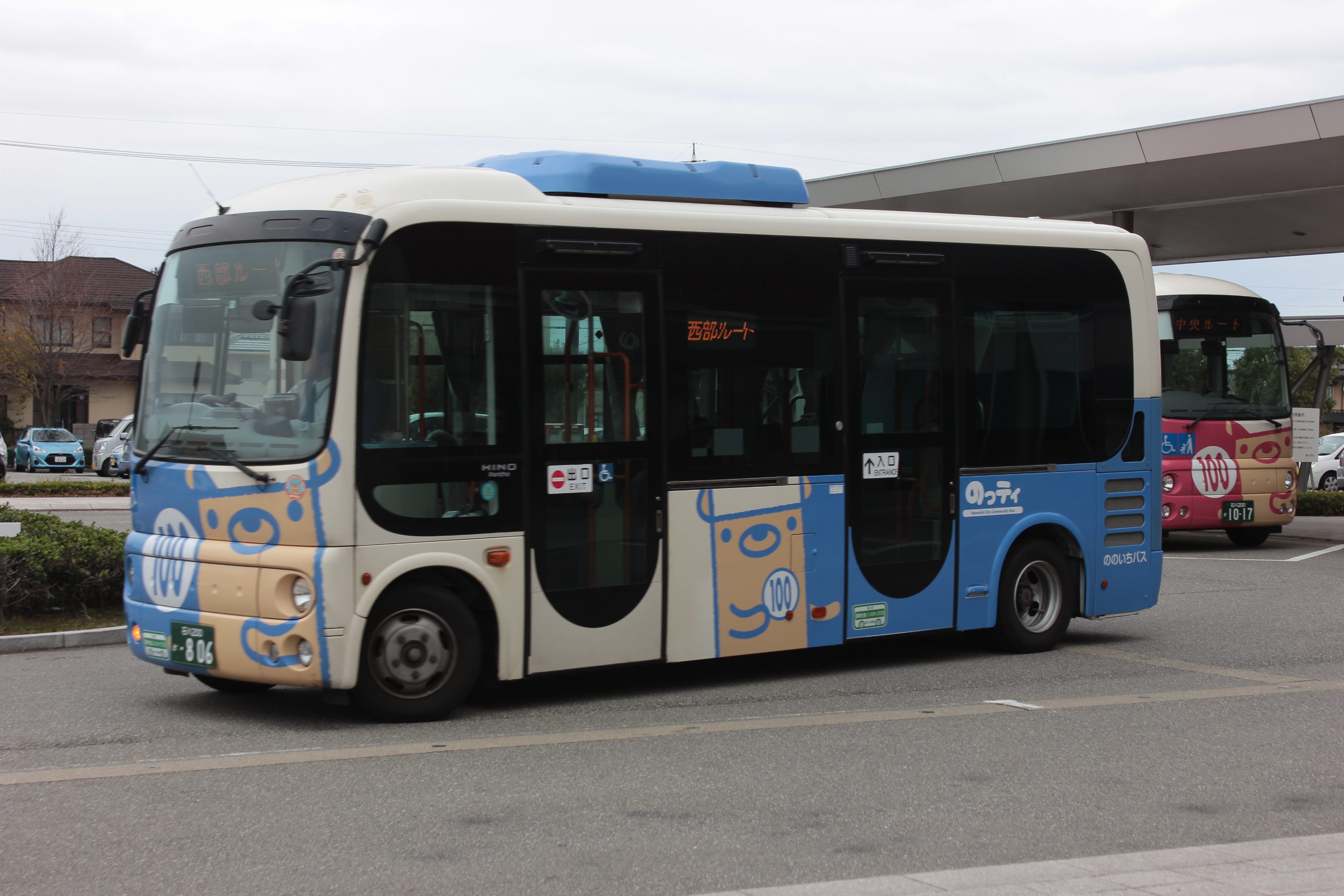
野野市市的社區巴士notty
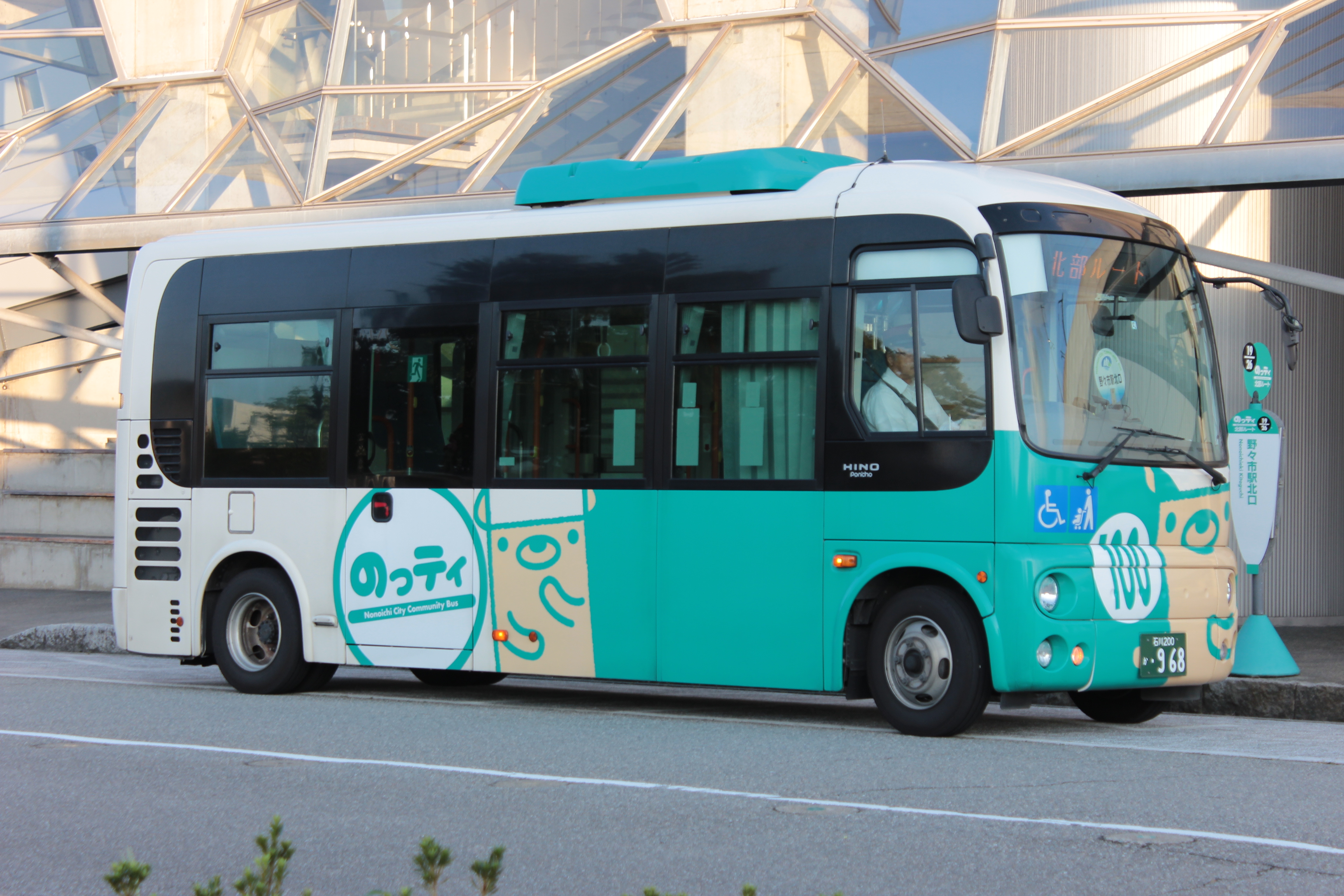
野野市市的社區巴士notty
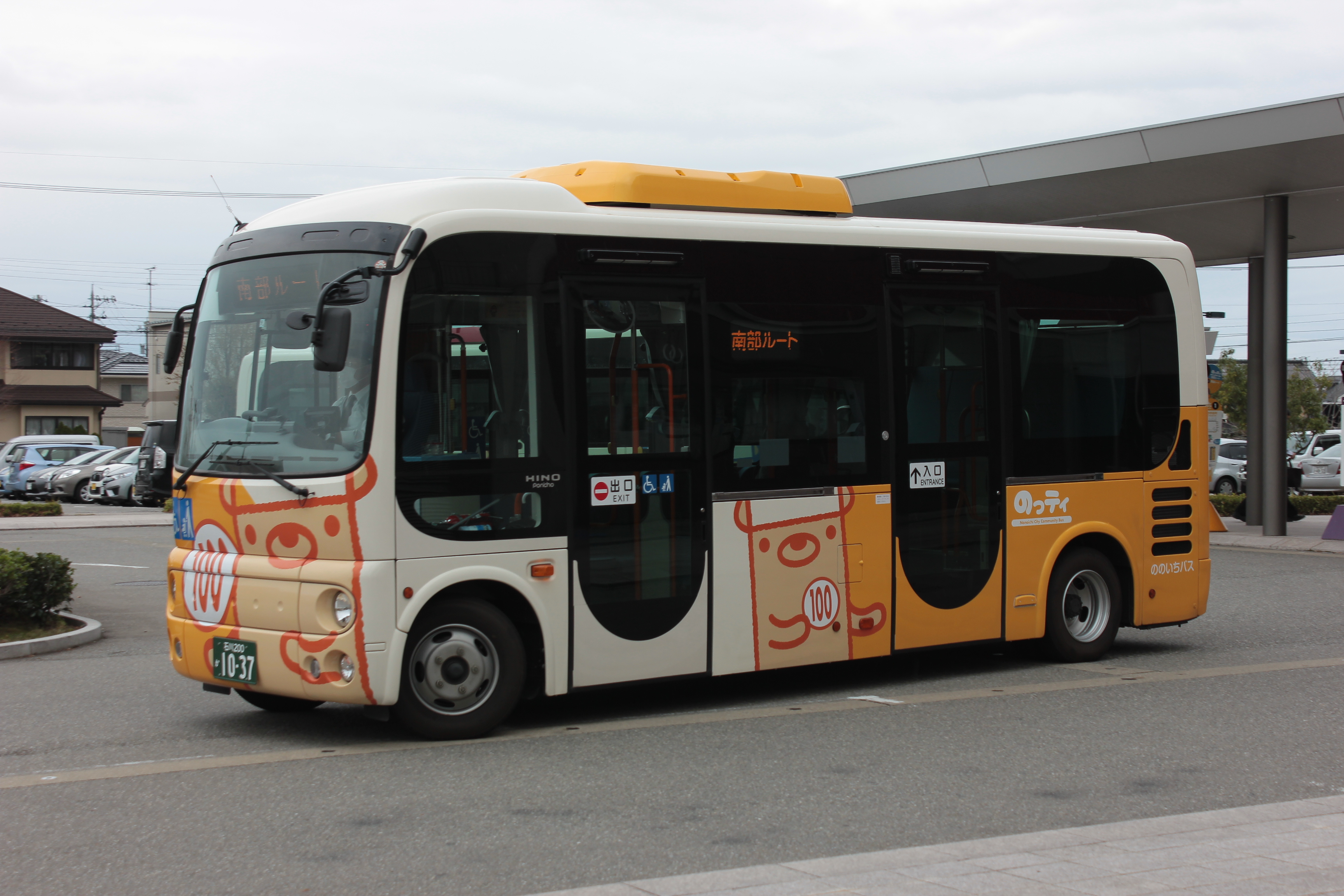
野野市市的社區巴士notty
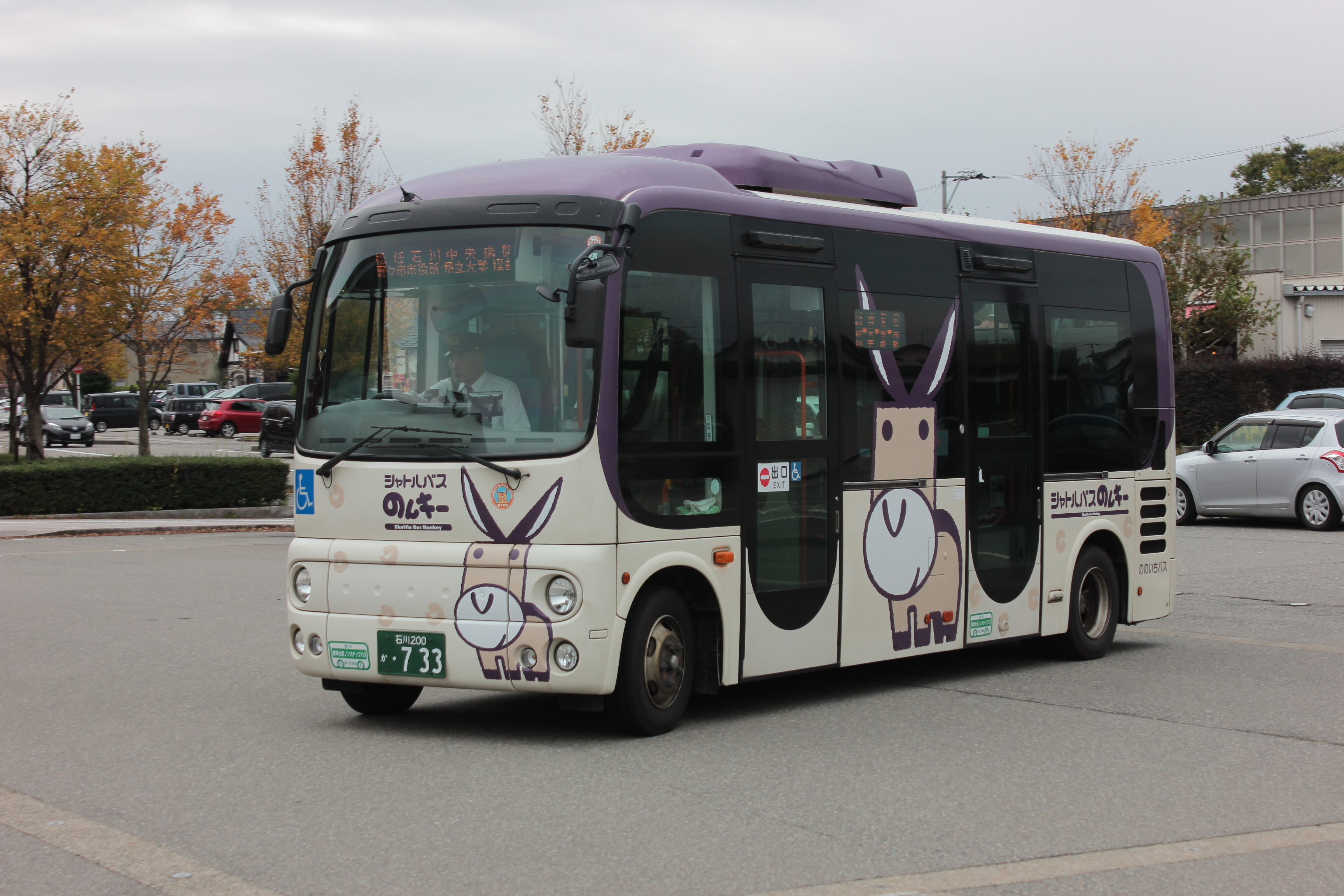
野野市市的社區巴士notty

### 铁路
- IR石川鐵道
  - IR石川鐵道線：（←白山市） - 野野市站 - （金澤市→）
- 北陸鐵道
  - 石川線：（金澤市） - 押野站 - 野野市站 - 野野市工大前站 - （金澤市→）
- 西日本旅客鐵道
  - 北陸新幹線：（←金澤市） - （未於轄內設置車站） - （白山市→）

## 觀光資源
位於北部的御經塚遺跡為繩紋時代的遺跡，現該區域已被整理為史蹟公園，並在一旁設立歷史館展出在此考古挖掘出的物品複製品。

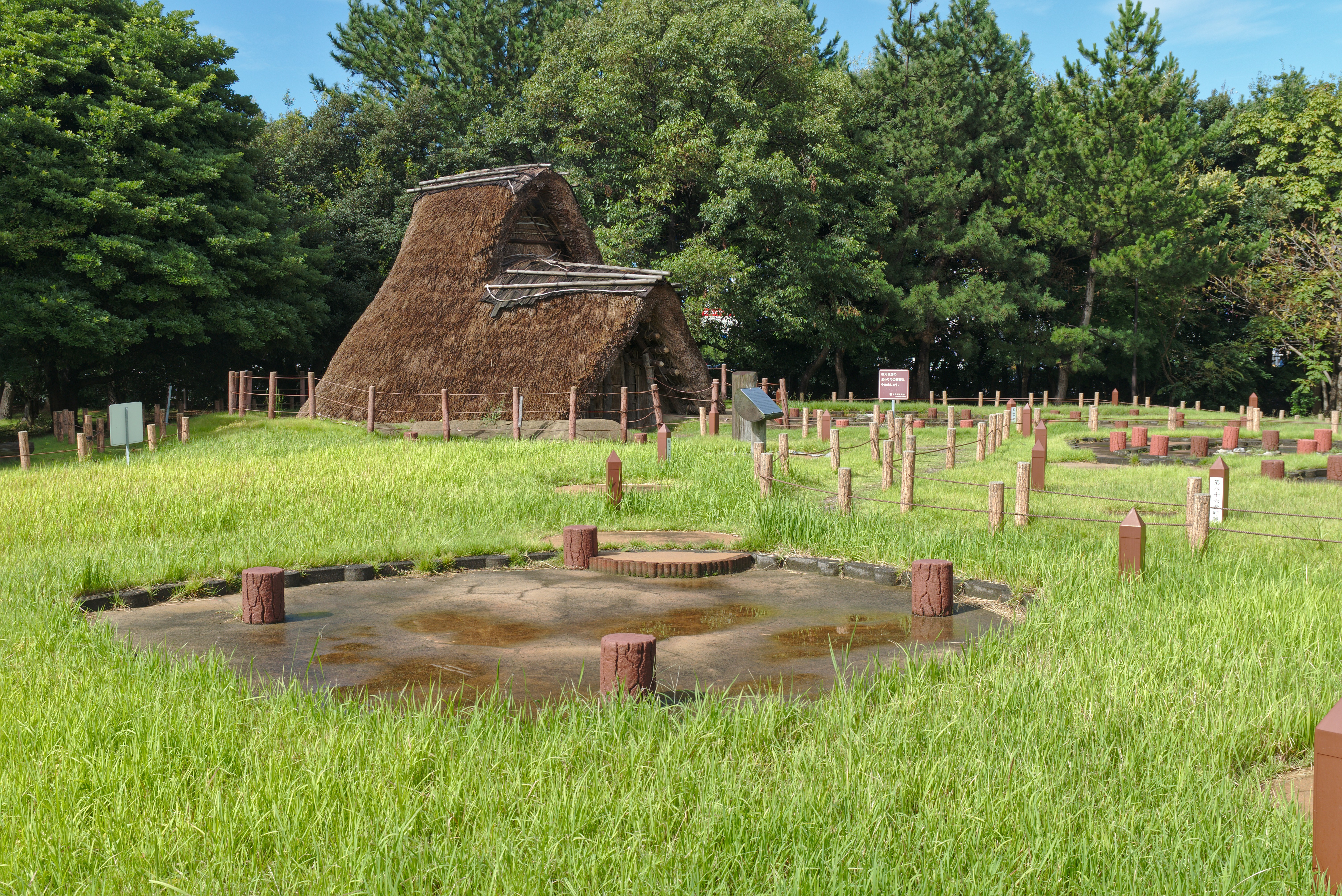
御經塚遺跡

## 教育

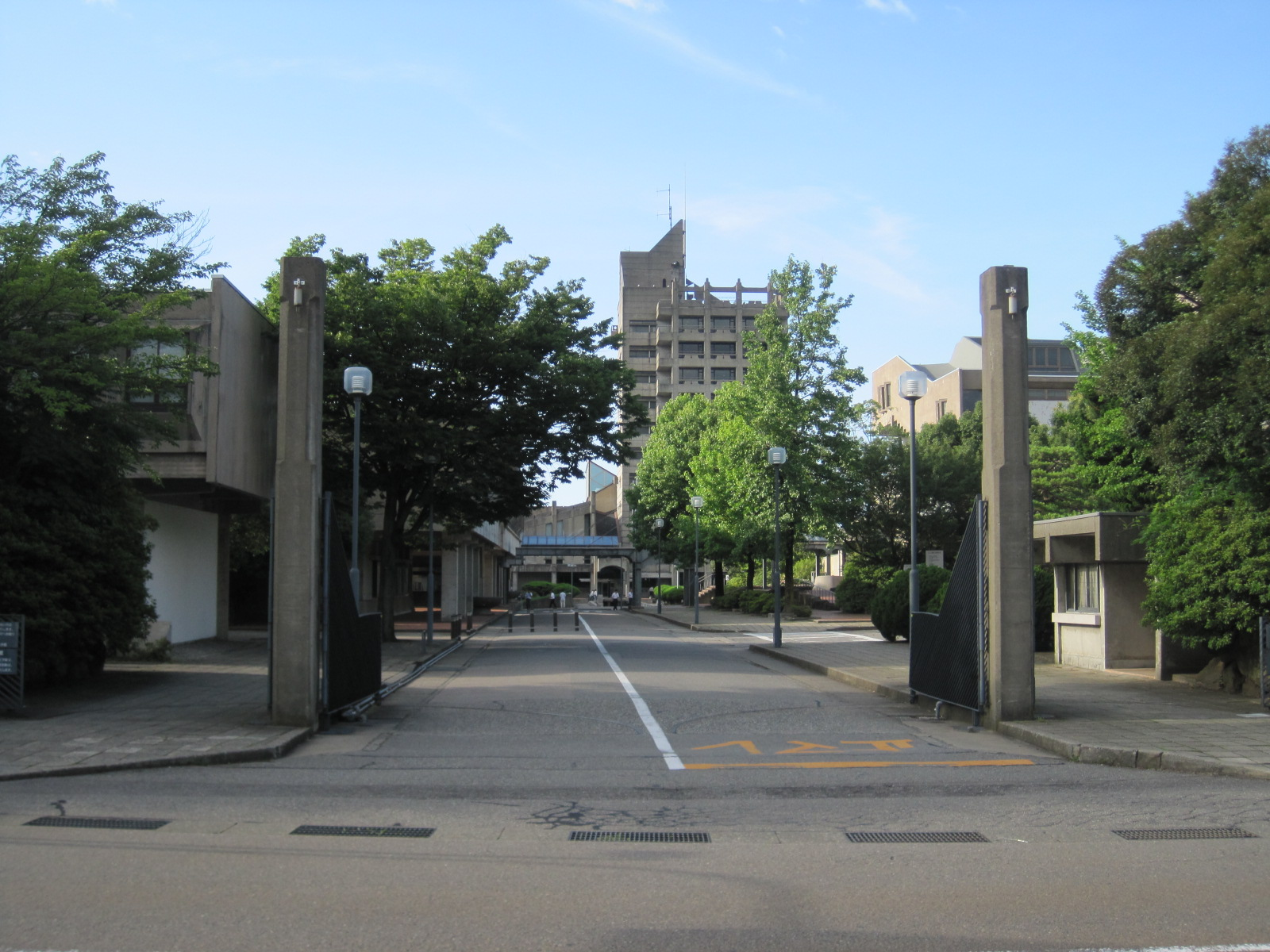
金澤工業大學校本部大門

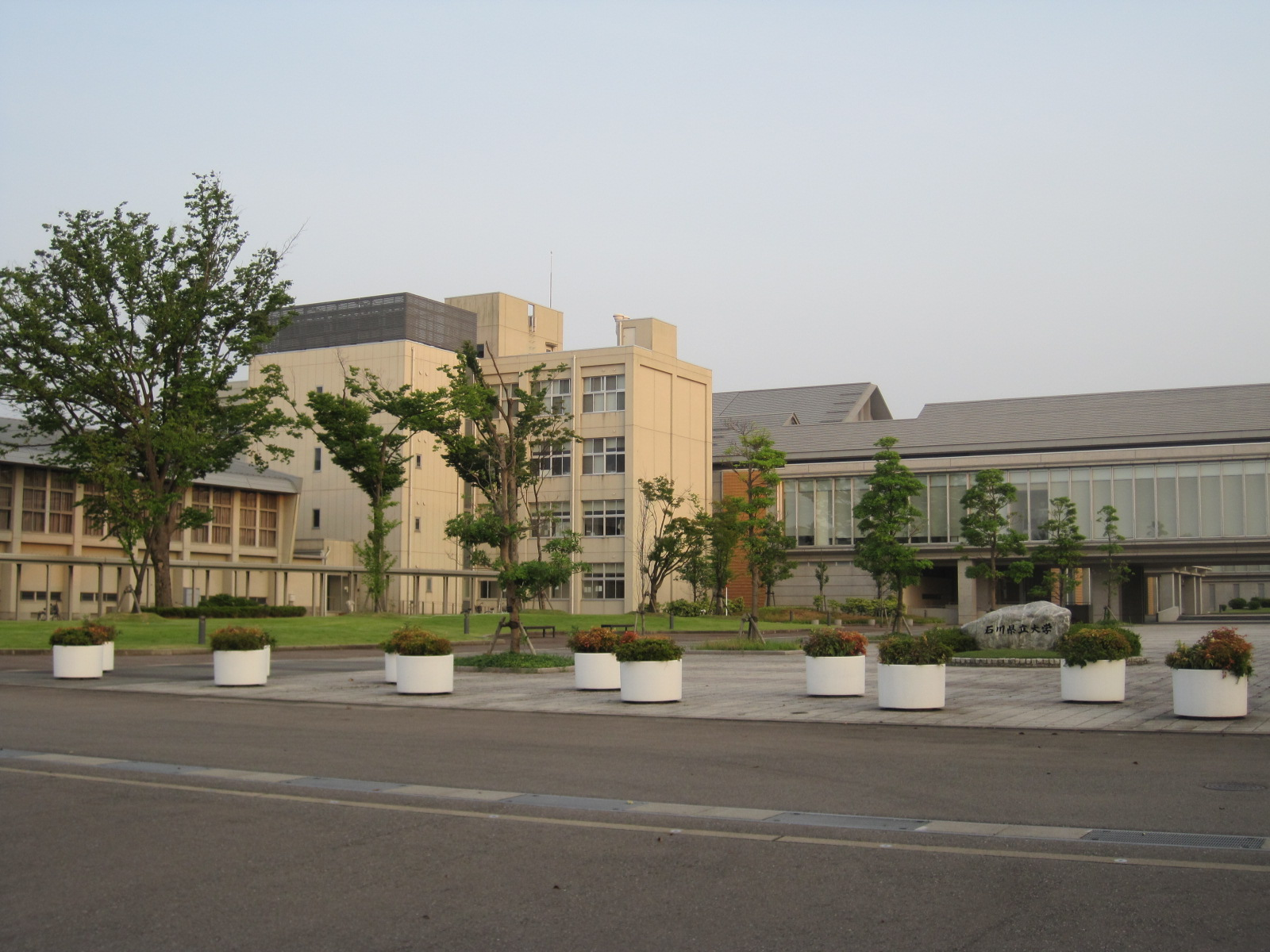
石川縣立大學

校本部位於轄內東部的金澤工業大學建於1960年代，為市內規模最大的高等教育學校，其開設科系包括工學部、資訊與人傳學部、環境學部、生物化學部。
1971年石川縣政府野在轄區南部設立了石川县农业短期大学，設立的科系包括：生物生產學科、農業工學科、食品科學科；2004年石川縣政府將其改組為石川縣立大學。

## 姊妹、友好城市

### 海外
- 吉斯伯恩（紐西蘭吉斯伯恩大区）
兩地於1990年締結為姊妹都市。[14]

## 外部連結
- （日語） いい日、野々市的Facebook專頁
- （日語） 野野市市觀光物產協會 （页面存档备份，存于）